# Право

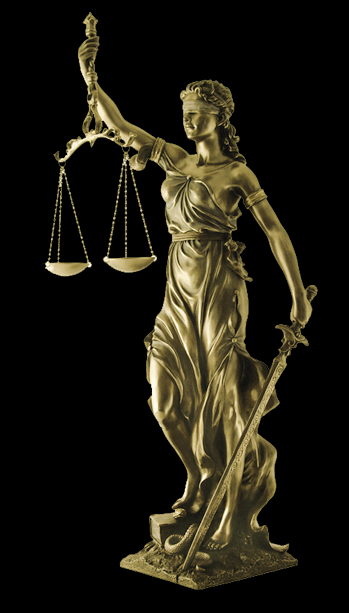
Юстиція (богиня)

Пра́во — обумовлена природою людини і суспільства система регулювання суспільних відносин, що виражає свободу особистості, та якій притаманні нормативність, формальна визначеність в офіційних джерелах і забезпеченість можливістю державного примусу.

## Сенс
Право — це основа законів. Право первинне, а закони — вторинні, тому говориться про верховенство права над законами.
Термін Пра́во по-різному трактується у різних концепціях права. Це поняття вживається також і в неюридичних значеннях:
1. Законодавство; здійснювана державою форма законодавства, залежна від соціального устрою країни. Система встановлених або санкціонованих державою загальнообов'язкових правил (норм) поведінки, що виражають волю панівного класу або більшості народу.
2. Виборювані народом справедливі закони та соціальний лад.
3. Інтереси певної особи, суспільної групи і т. ін., які спираються на закон, релігійні постулати, давні звичаї тощо, обумовлені постановою держави, установи тощо, захист інтересів і можливостей особи щодо участі в чому-небудь, одержання чогось і та ін.
4. Обумовлена певними обставинами підстава, здатність, можливість робити, чинити що-небудь, користуватися чим-небудь. // Мати у своїй владі. // Перевага, привілей, надані кому-, чому-небудь. // Офіційний дозвіл, допуск до виконання якихось обов'язків, до зайняття певної посади, вступу до вищого навчального закладу і т. ін. Наприклад:
  - Права людини — забезпечені законом можливості мати, користуватися й розпоряджатися соціальними благами й цінностями, користуватися основними свободами у встановлених законом межах.
  - Право вето — суб'єктивне право глави держави відмовитися підписати і ввести у дію закон, прийнятий парламентом.
  - Право голосу — можливість брати участь в обговоренні й розв'язанні певних питань.
  - Право власності — право, яке охороняється державою і згідно з яким власник володіє, користується та розпоряджається своєю власністю на свій розсуд.
  - Право петицій — конституційне право громадян звертатися до влади з письмовою вимогою, пропозицією, скаргою.
  - Право притулку — надання державою права в'їзду і безпечного проживання на її |території іноземцям, що переслідуються за їхню політичну або наукову діяльність.
  - Магдебурзьке право — феодальне право м. Магдебурга на самоврядування, що поширилося на ряд міст Німеччини, Польщі, Литви та України.
5. Наука, юриспруденція.

## Розуміння права

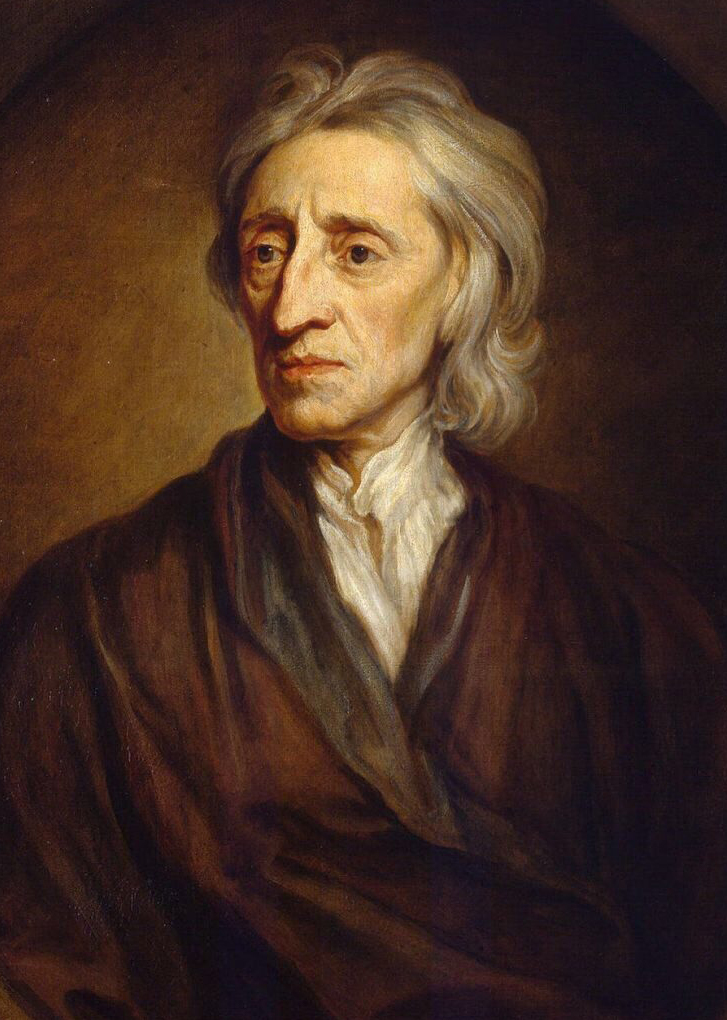
Джон Лок

Розуміння права можливе на основі порівняння різних концепцій права.
|                     | Право — це мистецтво добра і справедливості.Оригінальний текст (лат.) Jus est ars boni et aequi |
| — Латинський вислів |                                                                                                 |

|                                                                                 | Право — будь-яка прагнуча до визначеності і несуперечності система норм, підкріплених реальною загрозою покарання з боку влади.Оригінальний текст (рос.) Право есть любая стремящаяся к определенности и непротиворечивости система норм, подкрепленных реальной угрозой наказания со стороны властей. — Воробьев Артур Валентинович, Поляков Андрей Вячеславович, Тихонравов Юрий Владимирович. «Теория адвокатуры», 2002 г. |
| — А. В. Воробйов, А. В. Поляков, Ю. В. Тихонравов. «Теорія адвокатури», 2002 р. | |

Праворозуміння — це осмислення права через пізнання його сутності та форм прояву в суспільстві, що передбачає пошук відповідей на питання, що таке право, як воно створюється, у вигляді чого існує, в чому підстави його обов'язковості.
Основні підходи до праворозуміння:
- школа природного права (юснатуралізм) — в основі лежить ідея, що всі норми позитивного права мають ґрунтуватися на певних природних правах людини, котрі є невід'ємними і невідчужуваними, і набуваються людиною з моменту її народження. Представники цієї школи вважають, що право обов'язково має опиратися на мораль, яка є втіленням природних засад. У свою чергу мораль пояснює те, що таке право. Представники: Арістотель, Аквінський, Пуфендорф, Лок, Кант.
- юридичний позитивізм — цей напрям ґрунтується на тому, що зв'язку між правом і мораллю не існує. Представники вважають, що норми є правовими, незалежно від моралі. (Гоббс) Існують такі напрямки юридичного позитивізму: класичний і сучасний позитивізм.
- соціологічний напрям — представники цього напряму зосереджували увагу на соціологічних і психологічних чинниках, що впливають на застосування норм права стосовно до конкретних життєвих випадків. Вони робили акцент на вивченні питань про соціальне призначення і ефективність права. Представники вважали, що право створюється судами та іншими державними службовцями у сфері правозастосування. Представники: Є. Ерліх, Ж. Гурвіч, Р. Паунд, Дж. Френк.
- психологічна школа права — право розглядається як прояв правої сутності, явище людської психіки, на котру впливають різноманітні чинники, в тому числі законодавство. Тобто право є сукупністю певних переживань і емоцій, що відображають реальне життя. Представники: Л. Петражицький.
- марксистське вчення права — представники розглядали право як частину надбудови над економічною основою суспільства. Ця основа і визначає зміст права. Але в цей час і право може здійснювати зворотний вплив на економіку і суспільство. Представники: К. Маркс, Ф. Енгельс.

### Об'єктивне право
Пра́во (в об'єктивному розумінні) — система загальнообов'язкових, формально визначених норм, встановлених і санкційованих силою держави і спрямованих на регулювання поведінки людей та їх колективів відповідно до прийнятих у даному суспільстві засад соціально-економічного, політичного та духовного життя. Норми права регулюють суспільні відносини, визнаючи правомірними чи неправомірними певні діяння (дії або бездіяльність), дозволяють або забороняють певні відносини між людьми і об'єднаннями, забезпечують існування суспільства на засадах справедливості, добросовісності, розумності і забезпечують відповідальність і покарання для тих, хто не дотримується встановлених правил поведінки.
Право є об'єктивним у тому сенсі, що безпосередньо не залежить від волі та свідомості конкретної особи та не належить їй.
У розвинутих суспільствах право пов'язане з державою і не може існувати окремо від неї, оскільки його загальнообов'язковість забезпечується заходами державного впливу, а самі норми як правило приймаються, змінюються або скасовуються тільки державними органами. У суспільствах, де державна влада відсутня чи її вплив дуже слабкий, правові взаємини можуть регулюватися встановленими традиціями, релігією.
У свою чергу, держава не може існувати без права, тому що нормами права регулюються державний лад, а це форма правління держави, її територіальний устрій, політичний режим. А також організація і порядок діяльності державних органів, міри покарання за невиконання обов'язкових указівок держави, а також інші суспільні відносини, важливі для існування держави.
Поняття «Об'єктивне право» вживається тільки в однині.
Основними ознаками права є:
- право регулює суспільні відносини — воно забезпечує соціальний порядок, впорядковує поведінку людей, що визначаються суб'єктами права;
- право є універсальним — вимоги права стосуються всіх осіб, які повинні їх виконувати;
- право має нормативний характер — воно встановлює конкретне правило поведінки, норму;
- право є систематизованою сферою — елементи права пов'язані між собою й об'єднані у певні структурні підрозділи;
- формальність права — норми права закріплюються в нормативних актах та інших письмових джерелах, що однаково тлумачаться;
- право є обов'язковим — підтримується різними засобами, зокрема головна увага приділяється легітимності та примусу;
- держава забезпечує ефективну дію права — держава підтримує право.

### Суб'єктивне право
Пра́во, або ж права́ (право в суб'єктивному розумінні) — це офіційно визнані можливості, які має в своєму розпорядженні фізична чи юридична особа. Тобто це право, що належить окремій особі — суб'єкту права і є мірою її можливої поведінки.
Наприклад, громадяни мають право на працю, відпочинок, охорону здоров'я, майно тощо, організації мають право на майно, провадження господарської діяльності та ін.
Суб'єктивне право — саме те право, що вживається як в однині, так і в множині (див. суб'єктивні права).

### Природне право
Виокремлюють таке поняття, як природне право, тобто мається на увазі сукупність правил, які випливають з самої природи буття людини і відбивають загальнолюдські уявлення про принципи, на яких мають базуватися взаємовідносини між людьми, а тому є вічними і незмінними, як сама природа.
Природне право протиставляється позитивному (створеному людьми).

### Позитивне право
Позитивне право — це право, яке існує внаслідок утвердження його органами державної влади. Воно виникає з формуванням державності. Позитивне право міститься в нормативно-правових документах: законах, судових прецедентах, актах виконавчої влади. Позитивне право має фіксувати природне право, однак наскільки це реально відбувається — залежить від політичного режиму тієї чи іншої держави.

### Наука права
Юриспруденція — це юридична наука, яка вивчає специфічні ознаки держави і права. Основним її завданням є аналіз і синтез нових знань про різноманітні державно-правові явища і процеси.
Вона є науковою та навчальною дисципліною, що вивчає право і включає загальну теорію права, держави та окремі галузеві і прикладні науки.